# Zamek w Alter do Chão
Zamek w Alter do Chão (port: Castelo de Alter do Chão) – średniowieczny zamek w miejscowości Alter do Chão, w regionie Alentejo (Dystrykt Portalegre), w Portugalii. 
Zamek znajduje się historycznym centrum miejscowości. Reprezentuje średniowieczną architekturę XVII wieku, kiedy to współpracował z sąsiednim zamkiem Alter Pedroso w obronie tego regionu.
Budynek jest sklasyfikowany jako Pomnik Narodowy od 1977. 